# Campeonato Mundial de Esgrima
El Campeonato Mundial de Esgrima es la máxima competición internacional de esgrima. Es organizado desde 1921 por la Federación Internacional de Esgrima (FIE). Actualmente se realiza cada año, excepto los años olímpicos.
Rusia, como sucesora de la URSS, ha dominado en estos campeonatos, obteniendo 149 títulos y 321 medallas en total. El segundo puesto le corresponde a Italia con 124 títulos y 375 medallas en total. Francia, Hungría y Alemania son los siguientes países con más medallas.
España ha logrado once medallas, dos de ellas de oro: Manuel Pereira en el torneo de espada individual en el Mundial de 1989 y el equipo femenino de espada (compuesto por Taymi Chappé, Carmen Ruiz Hervías, Cristina de Vargas y Rosa María Castillejo) en el Mundial de 1994.
Los países europeos han dominado este campeonato. De los 40 países que han obtenido alguna medalla, solo 15 no pertenecen a la Confederación Europea de Esgrima. De los 648 títulos otorgados hasta la actualidad, sólo 47 han correspondido a países no europeos.

## Ediciones
| Núm.    | Año  | Sede              | País              |
| ------- | ---- | ----------------- | ----------------- |
| I       | 1921 | París             | Francia           |
| II      | 1922 | París Ostende     | Francia · Bélgica |
| III     | 1923 | La Haya           | Países Bajos      |
| IV      | 1925 | Ostende           | Bélgica           |
| V       | 1926 | Budapest Ostende  | Hungría · Bélgica |
| VI      | 1927 | Vichy             | Francia           |
| VII     | 1929 | Nápoles           | Italia            |
| VIII    | 1930 | Lieja             | Bélgica           |
| IX      | 1931 | Viena             | Austria           |
| X       | 1932 | Copenhague        | Dinamarca         |
| XI      | 1933 | Budapest          | Hungría           |
| XII     | 1934 | Varsovia          | Polonia           |
| XIII    | 1935 | Lausana           | Suiza             |
| XIV     | 1936 | San Remo          | Italia            |
| XV      | 1937 | París             | Francia           |
| XVI     | 1938 | Piešťany          | Checoslovaquia    |
| XVII    | 1947 | Lisboa            | Portugal          |
| XVIII   | 1948 | La Haya           | Países Bajos      |
| XIX     | 1949 | El Cairo          | Egipto            |
| XX      | 1950 | Montecarlo        | Mónaco            |
| XXI     | 1951 | Estocolmo         | Suecia            |
| XXII    | 1952 | Copenhague        | Dinamarca         |
| XXIII   | 1953 | Bruselas          | Bélgica           |
| XXIV    | 1954 | Luxemburgo        | Luxemburgo        |
| XXV     | 1955 | Roma              | Italia            |
| XXVI    | 1956 | Londres           | Reino Unido       |
| XXVII   | 1957 | París             | Francia           |
| XXVIII  | 1958 | Filadelfia        | Estados Unidos    |
| XXIX    | 1959 | Budapest          | Hungría           |
| XXX     | 1961 | Turín             | Italia            |
| XXXI    | 1962 | Buenos Aires      | Argentina         |
| XXXII   | 1963 | Danzig            | Polonia           |
| XXXIII  | 1965 | París             | Francia           |
| XXXIV   | 1966 | Moscú             | URSS              |
| XXXV    | 1967 | Montreal          | Canadá            |
| XXXVI   | 1969 | La Habana         | Cuba              |
| XXXVII  | 1970 | Ankara            | Turquía           |
| XXXVIII | 1971 | Viena             | Austria           |
| XXXIX   | 1973 | Gotemburgo        | Suecia            |
| XL      | 1974 | Grenoble          | Francia           |
| XLI     | 1975 | Budapest          | Hungría           |
| XLII    | 1977 | Buenos Aires      | Argentina         |
| XLIII   | 1978 | Hamburgo          | RFA               |
| XLIV    | 1979 | Melbourne         | Australia         |
| XLV     | 1981 | Clermont-Ferrand  | Francia           |
| XLVI    | 1982 | Roma              | Italia            |
| XLVII   | 1983 | Viena             | Austria           |
| XLVIII  | 1985 | Barcelona         | España            |
| XLIX    | 1986 | Sofía             | Bulgaria          |
| L       | 1987 | Lausana           | Suiza             |
| LI      | 1988 | Orleans           | Francia           |
| LII     | 1989 | Denver            | Estados Unidos    |
| LIII    | 1990 | Lyon              | Francia           |
| LIV     | 1991 | Budapest          | Hungría           |
| LV      | 1992 | La Habana         | Cuba              |
| LVI     | 1993 | Essen             | Alemania          |
| LVII    | 1994 | Atenas            | Grecia            |
| LVIII   | 1995 | La Haya           | Países Bajos      |
| LIX     | 1997 | Ciudad del Cabo   | Sudáfrica         |
| LX      | 1998 | La Chaux-de-Fonds | Suiza             |
| LXI     | 1999 | Seúl              | Corea del Sur     |
| LXII    | 2000 | Budapest          | Hungría           |
| LXIII   | 2001 | Nimes             | Francia           |
| LXIV    | 2002 | Lisboa            | Portugal          |
| LXV     | 2003 | La Habana         | Cuba              |
| LXVI    | 2004 | Nueva York        | Estados Unidos    |
| LXVII   | 2005 | Leipzig           | Alemania          |
| LXVIII  | 2006 | Turín             | Italia            |
| LXIX    | 2007 | San Petersburgo   | Rusia             |
| LXX     | 2008 | Pekín             | China             |
| LXXI    | 2009 | Antalya           | Turquía           |
| LXXII   | 2010 | París             | Francia           |
| LXXIII  | 2011 | Catania           | Italia            |
| LXXIV   | 2012 | Kiev              | Ucrania           |
| LXXV    | 2013 | Budapest          | Hungría           |
| LXXVI   | 2014 | Kazán             | Rusia             |
| LXXVII  | 2015 | Moscú             | Rusia             |
| LXXVIII | 2016 | Río de Janeiro    | Brasil            |
| LXXIX   | 2017 | Leipzig           | Alemania          |
| LXXX    | 2018 | Wuxi              | China             |
| LXXXI   | 2019 | Budapest          | Hungría           |
| LXXXII  | 2022 | El Cairo          | Egipto            |
| LXXXIII | 2023 | Milán             | Italia            |
| LXXXIV  | 2025 | Tiflis            | Georgia           |
| LXXXIV  | 2026 | Hong Kong         | China             |

1. 1 2 3 4 5 6 7 8 9 10 11 12  En estas ediciones sólo se realizaron las pruebas que no se disputaron en los Juegos Olímpicos de dicho año.

## Medallero histórico
- Actualizado a Tiflis 2025.

| Núm. | País           | Oro | Plata | Bronce | Total |
| ---- | -------------- | --- | ----- | ------ | ----- |
| 1    | Rusia          | 149 | 88    | 84     | 321   |
| 2    | Italia         | 126 | 112   | 137    | 375   |
| 3    | Francia        | 100 | 100   | 98     | 298   |
| 4    | Hungría        | 96  | 91    | 100    | 287   |
| 5    | Alemania       | 47  | 63    | 65     | 175   |
| 6    | Polonia        | 18  | 29    | 42     | 89    |
| 7    | Estados Unidos | 14  | 17    | 18     | 49    |
| 8    | Rumania        | 13  | 22    | 33     | 68    |
| 9    | Ucrania        | 13  | 12    | 22     | 47    |
| 10   | Corea del Sur  | 11  | 13    | 29     | 53    |
| 11   | China          | 8   | 20    | 18     | 46    |
| 12   | Suecia         | 7   | 15    | 21     | 43    |
| 13   | Cuba           | 6   | 5     | 9      | 20    |
| 14   | Japón          | 6   | 2     | 9      | 17    |
| 15   | Estonia        | 5   | 7     | 7      | 19    |
| 16   | Dinamarca      | 5   | 3     | 4      | 12    |
| 17   | Austria        | 4   | 4     | 9      | 17    |
| 18   | Reino Unido    | 3   | 6     | 9      | 18    |
| 19   | Países Bajos   | 3   | 3     | 6      | 12    |
| 20   | Suiza          | 2   | 9     | 13     | 24    |
| 21   | Bélgica        | 2   | 4     | 11     | 17    |
| 22   | España         | 2   | 2     | 7      | 11    |
| 23   | Azerbaiyán     | 2   | 2     | 4      | 8     |
| 24   | Bulgaria       | 1   | 3     | 5      | 9     |
| 25   | Checoslovaquia | 1   | 3     | 1      | 5     |
| 26   | Georgia        | 1   | 1     | 1      | 3     |
| 27   | Hong Kong      | 1   | 0     | 4      | 5     |
| 28   | Noruega        | 1   | 0     | 1      | 2     |
| 29   | Brasil         | 1   | 0     | 0      | 1     |
| 30   | Venezuela      | 0   | 2     | 1      | 3     |
| 31   | Grecia         | 0   | 1     | 3      | 4     |
| 31   | Túnez          | 0   | 1     | 3      | 4     |
| 33   | Bielorrusia    | 0   | 1     | 2      | 3     |
| 33   | Canadá         | 0   | 1     | 2      | 3     |
| 35   | Portugal       | 0   | 1     | 0      | 1     |
| 36   | Egipto         | 0   | 0     | 9      | 9     |
| 37   | Kazajistán     | 0   | 0     | 2      | 2     |
| 38   | Colombia       | 0   | 0     | 1      | 1     |
| 38   | Finlandia      | 0   | 0     | 1      | 1     |
| 38   | Irán           | 0   | 0     | 1      | 1     |
|      | TOTAL          | 648 | 643   | 792    | 2083  |

1. ↑  Incluye las medallas obtenidas por la URSS y por los Atletas Individuales Neutrales (AIN).
2. ↑  Incluye las medallas obtenidas por la RFA y la RDA entre 1949 y 1990.